# Inge Wærn
Ingrid Waern-Malmquist, känd som Inge Wærn, född 27 februari 1918 i Mellenthin, provinsen Pommern, Tyskland, död 29 juli 2010 i Oscars församling i Stockholm, var en svensk skådespelare och teaterpedagog.

## Biografi
Inge Wærn var dotter till agronomen Gunnar Wærn och Margarethe, ogift Schlesinger. Inge Wærn bodde och var verksam i Sverige under nästan hela sitt liv. Främst gjorde hon sig känd för sitt arbete som ledare för dramaskolan Teaterstudion i Stockholm 1967–1984. I skolan, som hon grundade 1967, utbildades eleverna mer "fysiskt" än i de traditionella statliga utbildningarna. Som skådespelare medverkade hon i filmer som Alf Sjöbergs Barabbas och Suzanne Ostens Mamma.
Hon var från 1949 gift med konstnären och teaterledaren Sandro Malmquist (1901–1992), med vilken hon har dottern Sandra Malmquist (född 1948), skådespelare med ett femtiotal uppsättningar för Riksteatern.

## Filmografi (urval)
- 1944 – Den osynliga muren
- 1945 – Blod och eld
- 1963 – Barabbas
- 1982 – Mamma
- 1991 – Barnens Detektivbyrå

## Teater

### Roller (ej komplett)
| År   | Roll               | Produktion                                                  | Regi             | Teater              |
| ---- | ------------------ | ----------------------------------------------------------- | ---------------- | ------------------- |
| 1941 | Medverkande        | Revytidningen Taggen, revy Staffan Tjerneld                 | Per-Axel Branner | Nya Teatern         |
| 1942 | Nancy Lee Faulkner | Natten till den 17 januari (Night of January 16th) Ayn Rand | Per-Axel Branner | Nya Teatern         |
| 1942 | Medverkande        | Revytidningen Nya Taggen, revy Staffan Tjerneld             | Per-Axel Branner | Nya Teatern         |
| 1944 | Olga               | Spelhuset Hjalmar Bergman                                   | Ingmar Bergman   | Dramatikerstudion   |
| 1944 | Anne-Marie         | Herr Sleeman kommer Hjalmar Bergman                         | Ingmar Bergman   | Dramatikerstudion   |
| 1944 |                    | En midsommarnattsdröm William Shakespeare                   | Sandro Malmquist | Malmö stadsteater   |
| 1944 |                    | Vår unge Jean de Létraz                                     | Anders Frithiof  | Malmö stadsteater   |
| 1945 | Roxane             | Cyrano de Bergerac Edmond Rostand                           | Sandro Malmquist | Malmö Stadsteater   |
| 1945 |                    | Hamlet William Shakespeare                                  | Sandro Malmquist | Malmö Stadsteater   |
| 1946 |                    | Sankta Johanna George Bernard Shaw                          | Sandro Malmquist | Malmö Stadsteater   |
| 1946 |                    | Tolvskillingsoperan Bertolt Brecht och Kurt Weill           | Sandro Malmquist | Malmö stadsteater   |
| 1950 | Alma Winemiller    | Jagande efter vind (Summer and Smoke) Tennessee Williams    | Per-Axel Branner | Nya Teatern         |
| 1962 | Ariadne            | Hjälten Alfred Werner                                       | Sandro Malmquist | Uppsala stadsteater |